# Raffaele Carpino
Raffaele Carpino (Caserta, 1969) è un chitarrista italiano, concertista, ricercatore, docente di chitarra.

## Biografia
Nato a Caserta, intraprende in giovane età gli studi della chitarra e si diploma brillantemente presso il conservatorio di San Pietro a Majella di Napoli. Appare in pubblico per la prima volta all'età di sedici anni. Suona sia come solista, sia con importanti orchestre italiane ed estere.
Nel 1995 ha suonato alla sala Nervi in Città del Vaticano con l'orchestra dell'Arcum di Roma alla presenza di papa Giovanni Paolo II. Nel 2004 è stato inserito nell'"Enciclopedia de la Guitarra" di Francisco Herrera e Vincenzo Pocci (Edizione Piles - Valencia - España) e nel 2008 è stato incluso nel "Dizionario dei chitarristi e liutai italiani" di Benvenuto Terzi e Giacomo Parimbelli. Si è laureato con il massimo dei voti e la lode in chitarra con l'indirizzo interpretativo - compositivo presso il conservatorio di San Pietro a Majella.
S'interessa di musiche per e con chitarra del XVIII e XIX secolo. Collabora con alcune riviste chitarristiche italiane scrivendo articoli musicologici e storiografici legati alla chitarra e pubblica opere chitarristiche per alcune importanti case editrici. Ha pubblicato per le case editrici Esarmonia, Bèrben, Armelin/Zanibon, Baryton e Doblinger. All'attività concertistica e di ricerca affianca quella didattica.
Nel 2008 ha partecipato al festival Franco Margola tenutosi a Brescia, in occasione del centenario della nascita del compositore, curando la pubblicazione di alcune importanti raccolte di composizioni inedite per chitarra, con uno studio sull'opera compositiva per chitarra sola del compositore stesso.
Ha inciso dei CD di musiche da film per la Rai e, in prima registrazione mondiale, per l'etichetta discografica Tactus, dei CD monografici, successivamente presentati da Radio France nel programma La Matinale de France Musique, da Rai Radio 3 nel programma Primo Movimento e da Discover Classical nel programma The Intimate Guitar.
Ha partecipato a festival e convegni internazionali di chitarra.

## Discografia
- Ennio Morricone-Marco Frisina Musiche dal film Giacobbe - Orchestra del Conservatorio di Santa Cecilia di Roma - Raffaele Carpino (chitarra) - CGD - Warner Music - Lux Vide - RAI
- Ennio Morricone-Marco Frisina Musiche dal film Sansone e Dalila - Orchestra Sinfonica A.MO.DI.R. - Raffaele Carpino (chitarra) - CGD East West - Warner Music - Lux Vide
- Ferdinando Carulli Opere inedite per chitarra (Prima registrazione mondiale) - Raffaele Carpino (chitarra) - Tactus - TC 770302
- Luigi Legnani Opere per chitarra (Prima registrazione mondiale) - Raffaele Carpino (chitarra) - Tactus - TC 791201
- Mauro Giuliani Opere per chitarra - Raffaele Carpino (chitarra) - Tactus - TC 780704
- Autori vari Guitar - Classical Music - Raffaele Carpino (chitarra) - Classical Tunes
- Matteo Carcassi - 6 Fantasies for Guitar - Raffaele Carpino (chitarra) - Brilliant Classics - 97120

## Pubblicazioni

### Partiture
Le opere per e con chitarra pubblicate da Raffaele Carpino trattano, in maggior parte, di autori italiani vissuti tra il XVIII e il XIX secolo. Pubblica per le case editrici Armelin/Zanibon, Bèrben, Esarmonia e Doblinger.
- Domenico De Giorgio Il sospiro del prigioniero Passo doppio per chitarra - Esarmonia - 1999
- Domenico De Giorgio Gran Valzer per chitarra - Esarmonia - 1999
- Domenico De Giorgio Quattro Valzer tedeschi per chitarra - Esarmonia - 1999
- Domenico De Giorgio Fantasia per chitarra - Esarmonia - 2000
- Domenico De Giorgio Trascrizione per chitarra dell'Aria d'opera "Salve guerrier magnanimo" dall' opera Orazi e Curiazi di Saverio Mercadante - Esarmonia - 2000
- Stefano Pavesi Canzonetta "Oh inaspettato felice istante" per chitarra e tenore - Esarmonia - 2000
- Federico Moretti Tirana del Caramba per chitarra e due voci - Esarmonia - 2000
- Domenico De Giorgio Trascrizione per chitarra dell'Aria d'opera "Ah forse lui che l'anima" dalla Traviata di Giuseppe Verdi - Esarmonia - 2001
- Michele Giuliani Variazioni op. 9 per chitarra - Bèrben - 2001
- Pietro Dutillieu Cavatina "Teneri miei sospiri" per chitarra, due oboi, arpa, soprano e violoncello - Esarmonia - 2002
- Ferdinando Carulli Duo op. 11 per chitarra e pianoforte - Bèrben - 2002
- Alessandro Cuozzo Antica Fantasia concertante per chitarra e orchestra - Esarmonia - 2002
- Antonio Nava Tema con Variazioni op. 41 per chitarra - Bèrben - 2004
- Napoléon Coste Souvenirs de Flandres op. 5 per chitarra - Bèrben - 2005
- Gaetano Donizetti Quintetto in Do Maggiore per chitarra e Quartetto d'archi - Armelin/Zanibon - 2007
- Franco Margola Dieci composizioni inedite per chitarra - Armelin/Zanibon - 2008
- Salvatore Pappalardo Serenata op. 3 per chitarra, violino, viola, violoncello, flauto, clarinetto e fagotto - Armelin/Zanibon - 2009
- Mauro Giuliani Six Variations op. 49 sur la chanson nationale "J bin a kohlbauern Bub" per chitarra - Esarmonia - 2009
- Franco Margola Quindici composizioni inedite per chitarra - Armelin/Zanibon - 2010
- Ferdinando Carulli Trois Rondeaux op. 172 per chitarra - Armelin/Zanibon - 2013
- Luigi Legnani Pot-pourri en Caprice op. 32 per chitarra - Baryton - 2017
- Filippo Gragnani Drei Duos op. 4 per chitarra - Doblinger - 2018
- Leonhard Von Call Serenade op. 128 per flauto e chitarra - Doblinger - 2021

### Monografie
- Ferdinando Carulli - Chitarrista e compositore, GuitArt, Avellino, 2020, ISBN 9790705071153
- Gustav Mahler - La chitarra nella VII Sinfonia, GuitArt, Avellino, 2020 (Formato E-BOOK)
- Antonio Matteo Carcassi - Appunti per una biografia, GuitArt, Avellino, 2022, ISBN 9790705071283
- Sulle tracce di Antonio Matteo Carcassi (1796-1853) - Un nuovo aggiornamento biografico, GuitArt, Avellino, 2024 (Formato E-BOOK)

## Articoli
Gli articoli scritti da Raffaele Carpino trattano sia di argomenti di storiografia che di musicologia chitarristica. Scrive per alcune riviste specializzate.
- "La Serenata ritrovata" Articolo sulla Serenata op. 3 di Salvatore Pappalardo - Seicorde - Milano - 2008
- "Franco Margola: Neoclassico ma non troppo" Articolo sul compositore Franco Margola - Seicorde - Milano - 2008
- "Le Opere per chitarra del musicista bresciano" Articolo sul compositore Franco Margola - Giornale Brescia Musica - Brescia - 2008
- "Donizetti, la chitarra all'opera" Articolo sul compositore Gaetano Donizetti e sul Quintetto in Do Maggiore - Seicorde - Milano - 2009
- "Joseph Küffner: un autore ingiustamente dimenticato" Articolo sul compositore Joseph Küffner - Seicorde - Milano - 2009
- "Una donna che suonava la chitarra: Catharina Sidney Pratten" Articolo sulla chitarrista Catharina Sidney Pratten - Seicorde - Milano - 2010
- "I progressi della liuteria: Il mistero della sesta corda" Articolo di carattere storico-chitarristico - Seicorde - Milano - 2011
- "La dinastia Fürstenau" Articolo sulla famiglia Fürstenau - Seicorde - Milano - 2012
- "Luigi Legnani: un chitarrista geniale" Articolo sul compositore Luigi Legnani - Seicorde - Milano - 2013
- "Il capotasto mobile della chitarra" Articolo di carattere storico-chitarristico - GuitArt - Avellino - 2017
- "Metodi per chitarra di autori italiani o di origine italiana dal 1761 al 1857" Articolo di carattere storico-chitarristico - GuitArt - Avellino - 2017
- "La dinastia Vinaccia - storia ed approfondimenti dalle origini al XIX sec." Articolo di carattere storico-chitarristico - GuitArt - Avellino - 2017
- "Carl Maria Friedrich Ernst von Weber - Il suo tempo e la sua chitarra" Articolo sul compositore Carl Maria von Weber - GuitArt - Avellino - 2017
- "Le opere chitarristiche delle edizioni Ricordi pubblicate a Milano dal 1808 al 1869 - storia e catalogo d’opera (1ª, 2ª e 3ª parte)" Articolo sulla storia dell'editore Ricordi e sulle opere pubblicate per e con chitarra - GuitArt - Avellino - 2018
- "Matteo Carcassi - un nuovo aggiornamento biografico" Articolo sul compositore Matteo Carcassi in collaborazione con Mario Dell'Ara - Il Fronimo - Milano - 2018
- "La chitarra fantastica di Louis Hector Berlioz (1ª e 2ª parte)" Articolo sul compositore Hector Berlioz - GuitArt - Avellino - 2018-2019
- "Le corde della chitarra - storia ed evoluzione dal budello al nylon, fino agli ultimi ritrovati, l'avventura pionieristica di Albert Augustine" Articolo di carattere storico-chitarristico - GuitArt - Avellino - 2019
- "Un gentiluomo musicista: Leonhard Joannes Josephus Von Call (1ª e 2ª parte)" Articolo sul compositore Leonhard Von Call - GuitArt - Avellino - 2019
- "L'editore Domenico Artaria di Vienna e le pubblicazioni per e con chitarra dal 1778 al 1855 (1ª e 2ª parte)" Articolo sull'editore Domenico Artaria e sulle opere pubblicate per e con chitarra - GuitArt - Avellino - 2020
- "La chitarra nella Sinfonia n. 7 di Gustav Mahler" Articolo sul compositore Gustav Mahler - GuitArt - Avellino - 2020
- "I metodi per chitarra in Francia nell’epoca d’oro delle sei corde (1ª e 2ª parte)" Articolo di carattere storico-chitarristico - GuitArt - Avellino - 2020-2021
- "Polpastrello o unghia? - Un confronto che dura da secoli (1ª e 2ª parte)" Articolo di carattere storico-chitarristico - GuitArt - Avellino - 2021
- "Il tripodisòn di Dionisio Aguado - un'invenzione poco fortunata" Articolo di carattere storico-chitarristico - GuitArt - Avellino - 2022
- "Antonio Rovetta - Milano 1826. Una chitarra ritrovata" Articolo di carattere storico-chitarristico in collaborazione con Lorenzo Frignani - GuitArt - Avellino - 2023